# Michał Radziwiłł (1870–1955)
Michał Radziwiłł zw. Rudym herbu Trąby (ur. 8 lutego 1870 w Berlinie, zm. 6 października 1955 w Santa Cruz de Tenerife) – książę, IV ordynat na Przygodzicach.

## Życiorys
Syn Ferdynanda Radziwiłła i Pelagii z Sapiehów, brat Janusza Franciszka Radziwiłła. Na chrzcie otrzymał osiem imion – Władysław Karol Jan Alojzy Wilhelm Edmund Robert Michał. Były podejrzenia o występowanie u niego choroby psychicznej.
Spokrewniony z Hohenzollernami, mimo swego litewsko-polskiego pochodzenia zawsze uważał się za Niemca. Z wykształcenia doktor praw i absolwent filozofii. Za granicami Polski przebywał do 1926 pełniąc do 1917 rolę rosyjskiego dyplomaty (na początku XX wieku był attachém ambasady Imperium Rosyjskiego w Paryżu, znał ponoć 8 języków). Podpułkownik w armii niemieckiej i major w brytyjskiej, kawaler maltański.
Uchodził za człowieka wyjątkowo źle się prowadzącego. Jego liczne związki będące niekiedy wielkimi skandalami doprowadziły do wewnątrzrodowego ostracyzmu księcia. Jego głośny romans z pochodzącą z Drohobycza Judytą Suchestow i próba zawarcia z nią związku małżeńskiego, spowodował oskarżenie o zamiar popełnienia bigamii (co było w Polsce karalne). Szeroko opisywany w ówczesnej prasie związek zakończył się porzuceniem Judyty przez Michała, a brytyjski reżyser Alexander Korda miał nawet nosić się z zamiarem sfilmowania historii tego romansu.
Wydziedziczony z części majątku (ordynacji Ołyka, którą otrzymał młodszy brat Janusz) przez ojca Ferdynanda, zachowaną ordynację przygodzicką doprowadził na skraj upadku. Po ustanowieniu za sprawą brata Janusza kurateli sądowej w majątku książę Michał zamknął kaplicę rodową w Antoninie k. Ostrowa, a przedtem polecił wyrzucić szczątki zmarłych krewnych z jej podziemi (część zmarłych wróciła do kaplicy po interwencji rodziny, pozostali spoczywają na sąsiednim cmentarzu).
Michał Radziwiłł i jego urzędnik Jan Polski z Antonina zostali oskarżeni o udaremnienie egzekucji urzędnikowi sądowemu i 24 marca 1938 skazani przez sąd apelacyjny w Poznaniu na karę trzech tygodni aresztu w zawieszeniu na dwa lata.
W 1939 spędził na Riwierze Francuskiej kilka miesięcy, które utwierdziły tylko jego złą reputację.
II wojna światowa zastała go w Antoninie. Po jej wybuchu postanowił darować tamtejszy pałac Adolfowi Hitlerowi, co jednak nie zaskarbiło mu sympatii okupanta – zmuszony został do opuszczenia rodowej siedziby i całą wojnę spędził u krewnych pod Berlinem oraz w Szwajcarii. Przekazane dobrowolnie i skonfiskowane majątki i pałace Radziwiłła posłużyły za uposażenie dla utworzonej w 1941 w Poznaniu przez namiestnika Rzeszy w Kraju Warty Arthura Greisera Reichsstiftung für deutsche Ostforschung, placówki prowadzącej badania z zakresu Ostforschung na potrzeby niemieckiej kolonizacji na wschodzie.
Po wojnie Michał Radziwiłł osiadł na hiszpańskich Wyspach Kanaryjskich.
Żenił się trzy razy:
- w 1898 z Rosjanką Marią Nikołajewną de Bernardaky (ur. 1871 lub 1874, zm. 1949), małżeństwo unieważnione w 1915[2];
- w 1916 z hiszpańską arystokratką, grandem Hiszpanii Marią Henriettą Joaquiną Martinez de Mendivilla, markizą de Santa-Susana, markizą de la Esperanza, markizą Villafranquesa (1866–1947). Rozwód uzyskany we Francji w 1929, ale II Rzeczpospolita nie miała z Francją odpowiedniego porozumienia o wzajemnym uznawaniu rozwodów, co powodowało, że w kraju podważano legalność tego faktu[2].
- w 1938 z Harriet Dawson (1884–1945)[6], córką nieżyjącego kupca giełdowego Colina Gilliesa Mc Nab[2]. Legalność krótkotrwałego związku jest kwestionowana[2].

W pierwszym małżeństwie urodziło mu się dwoje dzieci:
- syn Fryderyk Wilhelm Aleksander Aleksy Expeditus Mikołaj Michał Ferdynand Alojzy Maria Antoni, ur. 28 września 1899 w Paryżu, zm. bezpotomnie w 21. roku życia 19 lipca 1920 w Krakowie;
- córka Fryderyka Wilhelmina Helena Luiza Maria Elżbieta Jadwiga Eliza Gabriela Leontyna, ur. 26 września 1904 w Petersburgu, zm. 10 stycznia 1995 w Cardoselle, zamężna za hr. Zygmuntem Skórzewskim.